# Esquema conceptual
Un esquema conceptual és una descripció de conceptes usats en una part de la realitat per a un cert propòsit. Un esquema conceptual s'escriu en un cert llenguatge, que s'anomena llenguatge de modelització conceptual. Les gramàtiques dels llenguatges de modelització conceptual s'anomenen models conceptuals. En els camps de les bases de dades i dels sistemes d'informació, els llenguatges de modelització conceptual més populars són els diagrames ER i l'UML, mentre que en el web semàntic ho són l'RDFS i l'OWL.

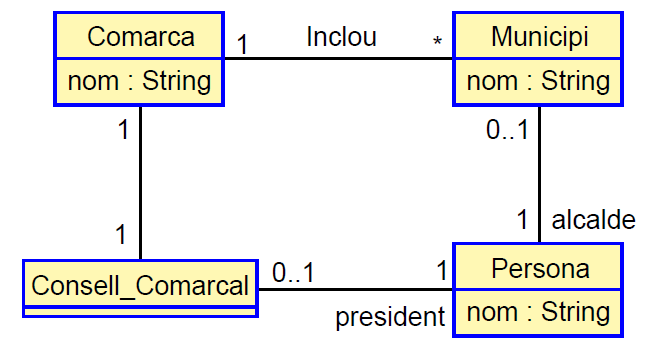
Fragment d'esquema conceptual en UML

Tots els llenguatges de modelització conceptual fan el supòsit que la realitat està formada per objectes i relacions entre ells, els quals es classifiquen en conceptes. Els llenguatges divergeixen en les menes de conceptes que consideren i en llurs propietats. Els esquemes conceptuals descriuen només els conceptes, i no els objectes i relacions concretes existents a la realitat.
La figura mostra un exemple d'esquema conceptual en UML. Usat com a llenguatge de modelització conceptual, l'UML considera que els conceptes són classes, associacions o atributs, entre d'altres. En l'exemple, la realitat observada és (una part de) l'organització territorial de Catalunya, on les classes són Comarca, Municipi, Consell Comarcal i Persona; les associacions són les existents entre Comarca i Municipi (Inclou), Comarca i Consell comarcal, Municipi i Persona (alcalde) i Consell comarcal i Persona (president); i els atributs són els noms de Comarca, Municipi i Persona.
Sovint, els termes esquema conceptual, model conceptual i ontologia s'usen com a sinònims. També s'usen com a sinònims model conceptual, llenguatge de modelització conceptual i gramàtica de llenguatge de modelització conceptual. El terme esquema conceptual s'usa principalment en els camps de les bases de dades, els sistemes d'informació i l'enginyeria de requisits. El terme ontologia s'usa principalment en el camp del web semàntic.

## Usos principals
Disseny de bases de dades. El terme esquema conceptual aparegué per primera vegada el 1975 en un informe d'un grup de treball de l'ANSI sobre bases de dades. El grup va identificar la necessitat de definir l'esquema conceptual de les dades que s'han d'emmagatzemar en una base de dades. D'aleshores ençà, els dissenyadors de bases de dades defineixen primer el seu esquema conceptual i a partir d'aquí en fan la implementació en un sistema de gestió de bases de dades concret.
Disseny de sistemes d'informació. Uns quants anys després, el 1982, es va publicar un informe d'un grup de treball de l'ISO que ampliava l'abast dels esquemes conceptuals als sistemes d'informació. El grup va identificar la necessitat de definir l'esquema conceptual no només de les dades de la base de dades, sinó també la de totes les comunicacions entre els persones i les màquines del sistema d'informació. Alhora, l'informe emfatitzava la necessitat d'incloure a l'esquema totes les regles que governen els valors possibles de les dades i dels canvis que s'hi poden fer. D'aleshores ençà, la definició de l'esquema conceptual és una pràctica habitual durant l'enginyeria de requisits d'un sistema i, a partir d'ell, en alguns casos, es pot generar automàticament (part de) el sistema.
Mitjà de comunicació. Es poden fer esquemes conceptuals de parts de la realitat, encara que no hi hagi el propòsit immediat de construir un sistema d'informació. En aquests casos, serveixen com a mitjà de comunicació entre totes les persones interessades en comprendre, comunicar i arribar a acords sobre la conceptualització de la realitat.
Models de referència. Un model de referència és un esquema conceptual construït per comprendre els tipus d'entitat i de relació en un cert domini (entorn, part de la realitat) per al desenvolupament d'estàndards o especificacions en aquell entorn. També és usat per a l'educació i explicació d'estàndards per a no-especialistes Hi ha models de referència per a molts dominis. En el cas de la salut, el més popular és el Reference Information Model de l'HL7.